# Coral Pictures
Coral Pictures (o también Corporación Radifusión Pictures, anteriormente conocida como CORAVEN S.A.), fue una empresa filial del canal venezolano RCTV, fundada el 19 de abril de 1982, tras su separación de la antigua empresa Teverama Florida, que compartía junto a los directivos de Venevisión. La distribución de la programación hecha en ambos canales al exterior. En 2006 paso a llamarse RCTV International Corporation empresa dedicada a distribuir la programación del canal RCTV al exterior tales como telenovelas, series, documentales y películas para televisión denominados también unitarios en que funcionó hasta el 2010.

## Historia
Luego que se fundara RCTV en 1953 la Grupo 1BC crea la Corporación Radiofónica Venezolana (Coraven) que se encargaría de las producciones del canal hasta 1971 cuando RCTV y Venevisión se unen y fundan Televerama Florida, quien distribuiría sus programas. 
Hasta 1982 RCTV se separa y funda Corporación Radifusión Pictures, conocida como Coral. Tras su separación Venevisión creó su propia empresa denominada Televisión Latina Inc. que luego pasó a llamarse Venevisión International. Coral se encargaría de exportar y ser la imagen de RCTV en el formato internacional de telenovelas como La dama de rosa, Luisana mía, Señora, Mi gorda bella, Trapos íntimos, La Invasora, La mujer de Judas, Volver a vivir, Juana, la virgen, Topacio, La Inolvidable, Cambio de piel, Mujer secreta, Luisa Fernanda, Llovizna, Mis 3 hermanas, Reina de corazones, Leonela, De mujeres, Cristal, Gardenia, La Cuaima, Kassandra, entre otros éxitos.

## Cambio a RCTV Internacional
El 16 de julio tras el cierre de RCTV, Empresas 1BC decide cambiar el nombre y reformar a la empresa, RCTV Internacional Televisión como canal (hasta su cierre el 24 de enero de 2010) y RCTV Internacional en 2007 quien remplazaría a Coral como distribuidora y productora, aunque el último papel (su función como productora) pasaría a denominarse como RCTV Producciones.

## Ejecutivos
- José Simón Escalona
- Guadalupe DAgostino
- Andrés Santos
- Carolina López
- Juan Fernández
- Maricarmen Tredunlo
- Matthias Evans

## Telenovelas

### 1982
- Campeón sin corona
- Cándida
- Cara a cara
- De su misma sangre
- La goajirita
- Juanito y Él
- Jugando a vivir
- Kapricho S.A.
- La señorita Perdomo
- Mosquita muerta
- ¿Qué pasó con Jacqueline?

### 1983
- Bienvenida Esperanza
- Chao Cristina
- Días de infamia
- Marta y Javier
- Leonela
- Juanito, Julieta y Él
- Inki, cometa radiante
- María Laura
- Marisela

### 1984
- Acusada
- Azucena
- La salvaje
- Miedo al amor (2ª parte de Leonela)

### 1985
- Adriana
- Cristal
- El cordón de plata
- Rebeca
- Topacio

### 1986
- Atrévete
- La dama de rosa
- La intrusa
- Mansión de Luxe

### 1987
- Los diamantes de la muerte
- Mi amada Beatriz
- Roberta
- Selva María

### 1988
- Abigaíl
- Alma mía
- Brigada especial 2.2
- La muchacha del circo
- Primavera
- Señora

### 1989
- Alondra
- Amanda Sabater
- Amor marcado
- El engaño
- La pasión de Teresa
- Pobre negro
- Rubí rebelde
- Los últimos héroes
- La dama de una rosa

## Década de 1990

### 1990
- Anabel
- Caribe
- Carmen querida
- De mujeres
- Gardenia

### 1991
- El desprecio

### 1992
- Por estas calles
- Kassandra

### 1993
- Dulce ilusión

### 1994
- Alejandra
- Pura sangre
- De oro puro

### 1995
- Ilusiones
- Amores de fin de siglo
- Entrega total
- Cruz de Nadie
- El desafío

### 1996
- La Inolvidable
- Los amores de Anita Peña
- La llaman Mariamor
- Volver a vivir

### 1997
- Cambio de piel
- Llovizna
- María de los Ángeles

### 1998
- Aunque me cueste la vida
- Dónde está el amor
- Hoy te vi
- Niña mimada
- Reina de corazones

### 1999
- Mujer secreta
- Luisa Fernanda
- Carita pintada
- Mariú

## Década de los 2000

### 2000
- Hay amores que matan
- Mis 3 hermanas
- Angélica Pecado
- Viva la Pepa

### 2001
- Carissima
- La soberana
- A calzón quita'o
- La niña de mis ojos

### 2002
- Juana, la virgen
- La mujer de Judas
- Mi gorda bella
- Trapos íntimos

### 2003
- La Cuaima
- La Invasora

### 2004
- ¡Qué buena se puso Lola!
- Estrambótica Anastasia
- Negra consentida
- Mujer con pantalones

### 2005
- Ser bonita no basta
- Amantes
- Amor a palos

### 2006
- El Desprecio
- Por todo lo alto
- Túkiti, crecí de una
- Y los declaro marido y mujer (Amor infiel)
- Te tengo en salsa

### 2007
- Camaleona